# La luz de la manzana
«La luz de la manzana» es una canción compuesta e interpretada por el músico argentino Luis Alberto Spinetta que se encuentra en el álbum Téster de violencia de 1988, octavo álbum solista y 21º en el que tiene participación decisiva.
El tema está ejecutado por Spinetta (guitarra, voz y programación), Carlos Alberto "Machi" Rufino (bajo), Juan Carlos "Mono" Fontana (teclados), Guillermo Arrom (primera guitarra) y Jota Morelli (batería). El solo de guitarra final lo ejecuta Spinetta.
La canción fue estrenada en junio de 1987 en un recital realizado en el teatro Astral de Buenos Aires.

## Contexto
Spinetta venía de realizar su álbum doble junto a Fito Páez La, la, la y de sufrir que durante los recitales de presentación del álbum fueran asesinadas "las madres" de Fito Páez. Semejante situación impactó sobre la obra de ambos: mientras Fito Páez compuso y editó el álbum Ciudad de pobres corazones (1987), Spinetta por su parte expresó su dolor en Téster de violencia.
El contexto histórico de Argentina influía también en el estado emocional de Spinetta. A fines de 1983 la sociedad argentina había reconquistado la democracia y había enjuiciado y condenado a las juntas militares (1985) que cometieron crímenes de lesa humanidad durante la última dictadura. Pero en 1986 ese clima comenzó a enturbiarse cuando el Congreso sancionó la primera de las llamadas leyes de impunidad, seguida al año siguiente de la primera de las sublevaciones militares de carapintadas.

## El álbum
Téster de violencia es un álbum conceptual alrededor del tema de la violencia, que busca ir más allá de una mirada puramente moral y exterior sobre la violencia, para partir de los cuerpos de las personas, como campos en los que esa violencia actúa y a la vez es medida. Para Spinetta la violencia no es solo "lo horrible", sino la vida misma, desde el hecho mismo de nacer y enfrentar la muerte.

La temática del cuerpo, eje central de Téster de violencia, resulta novedosa para alguien como Spinetta, que durante mucho tiempo le cantó al alma, e incluso bautizó a uno de sus mejores discos como Alma de diamante. Este cambio fue simétrico, además, al hecho de que el Flaco pasó de leer con devoción las obras de Antonin Artaud (para quien el cuerpo es la cárcel del alma) a los textos de Foucault (para quien el alma es la cárcel del cuerpo).
Eduardo Berti, Spineta: crónica e iluminaciones

En el álbum desempeña un papel especialmente importante el Mono Fontana, creador de todos los arreglos de teclados.

## El tema

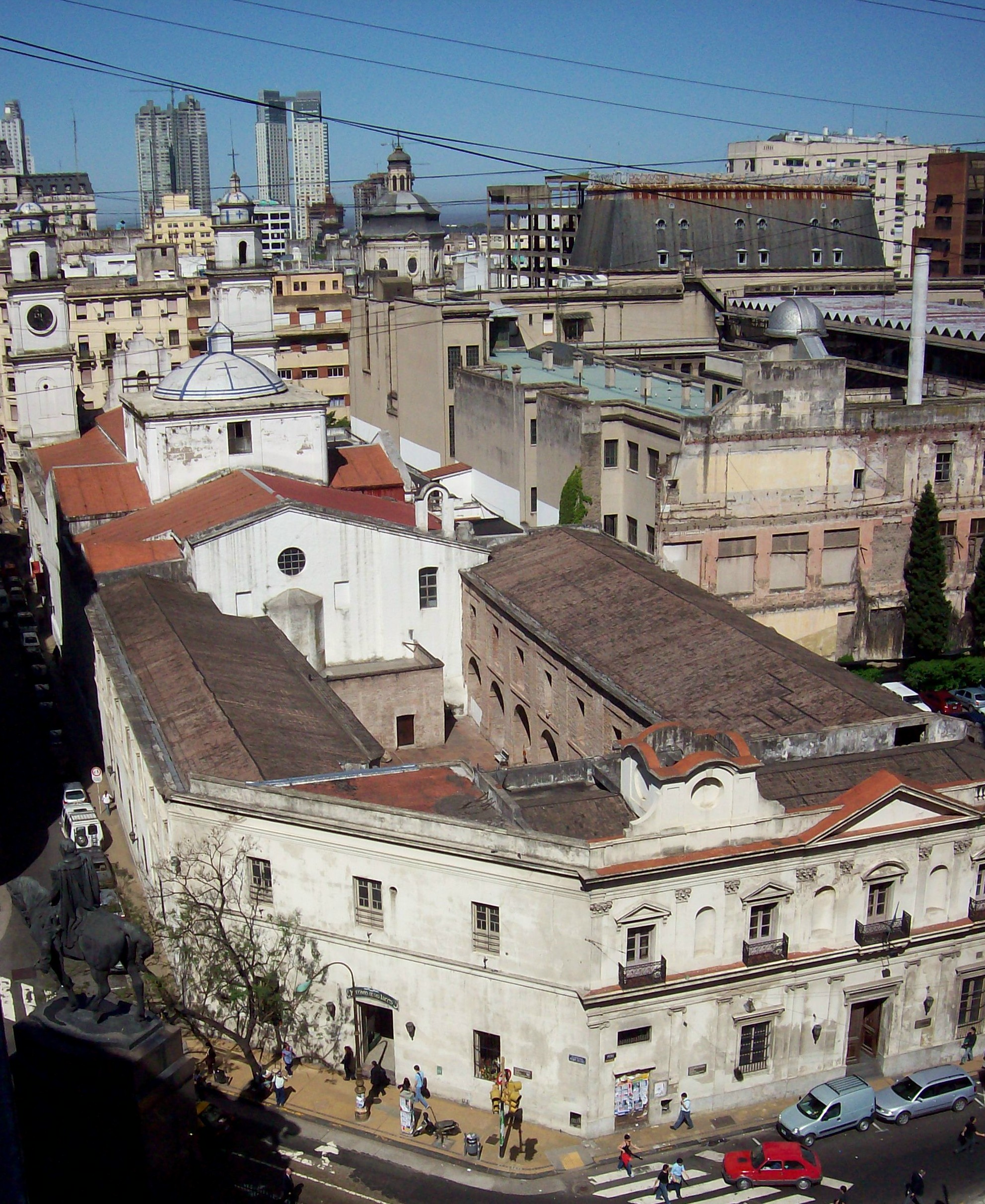
La Manzana de las Luces de Buenos Aires, espacio colonial característico de Buenos Aires.

El tema es el cuarto track del álbum solista Téster de violencia, un álbum conceptual alrededor del tema de la violencia. Spinetta sintetizaba esta canción con la expresión "el factor alma".
El título invierte el nombre de un espacio histórico de Buenos Aires, que viene de la época colonial: la céntrica Manzana de las Luces, llamada así porque allí se encuentran el primer colegio de la ciudad, la primera universidad y una de las iglesias más antiguas.
La luz es el símbolo central de la poética spinetteana:

En mis canciones nombro la palabra "luz" doscientas mil veces.
Luis Alberto Spinetta

Por otra parte la manzana remite a la importancia que Spinetta siempre concedió a la naturaleza y a los vegetales en particular, empezando por el nombre de su primera banda histórica, Almendra, pasando por las canciones "Campos verdes" y "Jardín de gente", hasta los títulos de álbumes como Durazno sangrando y Para los árboles. El álbum Para los árboles estuvo acompañado de una revista en la que el filósofo y amigo de Spinetta Alejandro Rozitchner afirma que está creado “para lo árbol en nosotros". De hecho en los ensayos cortos que escribió sobre el cuerpo, a partir de sus lecturas de Deleuze y Foucault sobre todo, utilizados para conceptualizar el álbum, Spìnetta concibe al "cuerpo como flora":

Cuerpo vivo que como flora que se desliza en sí misma de acuerdo a un conglomerado de cultivos.
Luis Alberto Spinetta

En su poema "El ángulo de la vida" (Guitarra negra) decía que "el secreto del árbol consiste en proyectar la luz, la luz de los rayos del cosmos".
Además Spinetta partía de una concepción de la música, tomada de John Cage, en la que la naturaleza es eminentemente musical y es la fuente primordial de los sonidos. Esta concepción tuvo su expresión artística concreta cuando Spinetta tituló Para los árboles su undécimo álbum de estudio publicado en 2003, en homenaje al libro de Cage, Para los pájaros.
Gabriel Lissi, director del sitio web Jardín de Gente, ha escrito un artículo titulado "Análisis armónico de Spinetta", en el que analiza la estructura irrepetible de las armonías de Spinetta, que "no se adapta a ningún canon... lo cual torna su música tan única, personal y distinguible". Dentro de ese artículo incluyó como ejemplo "La luz de la manzana" y el uso característico que Spinetta le daba a los acordes de trecenas (13nas): 

Sus acordes, sus construcciones armónicas son complejas, sobre todo por su imprevisibilidad, lo cual nace de dos polos: su impresionante intuición (recordemos que es absolutamente autodidacta) y por una estilística que encadena los acordes más inverosímiles, logrando progresiones de acordes por cromatismos o bien priorizando su faz tímbrica. Esto último es clave, sobre todo en su última etapa, en la cual hace de esta cualidad: un oficio y un estilo, ya que Luis, suele construir melodías sobre acordes no sólo disonantes, sino abiertos por la tensión generada a partir de la progresión sucesiva de acordes dominantes, pero... casi siempre con 13nas o alteraciones inusuales... Estila marcar el acento de cada compás con el timbre del acorde, para lo cual utiliza alteraciones en las cuales se apoya para remarcar el clima y su voz sobre la nota. Claros ejemplos de lo dicho son por ejemplo: "Canción de bajo Belgrano" y "La luz de la manzana" y el intrincadísimo "Kamikaze"; donde encadena 13nas imposibles...
Gabriel Lissi

El uso de trecenas también fue una característica de Astor Piazzolla, a quien Spinetta admiraba, quien incorporó al tango los acordes de novena, oncena y trecena.
El tema cuenta con un largo solo de guitarra en la parte final de la canción, a cargo de Spinetta.
El crítico musical Zappa, en el Suplemento Ni a Palos del diario Tiempo Argentino piensa que en este tema se encuentra el "centro conceptual" del álbum:

“Afuera hace un viento, un viento secuenser, come las almas, come sin motivo” canta el Flaco en “La luz de la manzana”, centro conceptual del disco. 1988. Todo el 89, y el 90 y su plural, ya están en esa frase de un álbum maravilloso y decepcionado. Es el canto de cisne de la modernidad primaveral. Luis, que siempre fue moderno, conectaba con la derrota que venía.

En las conversaciones registradas por Eduardo Berti en el libro Spinetta: crónica e iluminiciones,Spinetta cuenta que había clasificado las canciones del álbum en dos grupos: "caídas al cuerpo" y "evaporaciones". "La luz de la manzana" había sido incluida en el grupo "evaporaciones".
La canción fue estrenada en junio de 1987 en un recital realizado en el teatro Astral de Buenos Aires.